# Castillo de Mamure

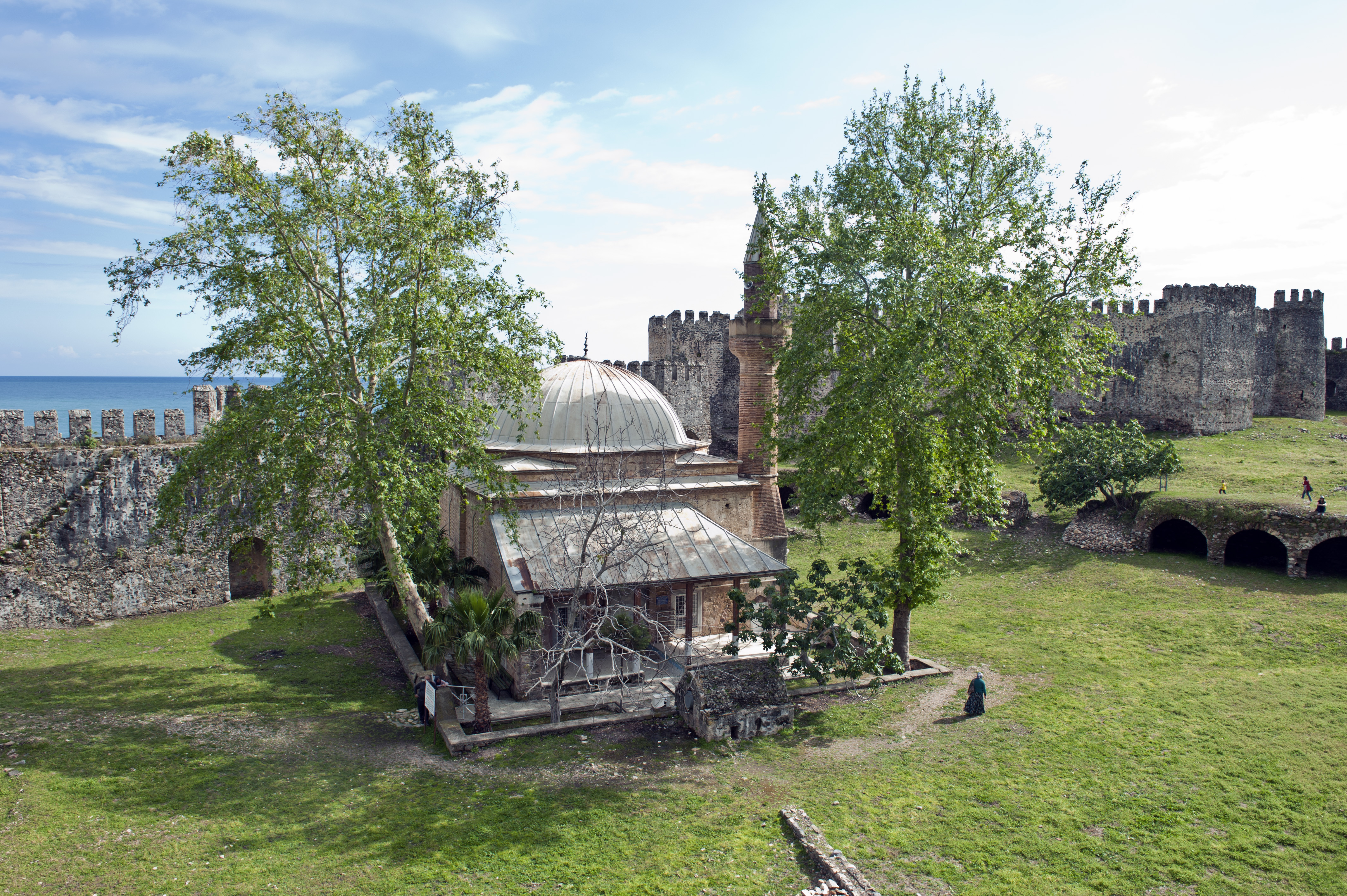
Mezquita en el castillo de Mamure

El castillo de Mamure (en turco: Mamure kalesi) es un castillo medieval en el pueblo de Bozdogan, ilçe (distrito) de Anamur, de la provincia de Mersin, Turquía.

## Historia
El castillo fue construido por los gobernantes del reino armenio de Cilicia sobre los cimientos de un castillo romano del siglo IV. Diseñado para protegerse de los piratas, fue reparado durante la época bizantina y durante las Cruzadas. Cuando Kaikubad I de la dinastía selyúcida capturó las ruinas del castillo en 1221, construyó uno más grande utilizando elementos de las fortificaciones anteriores. Más tarde, fue controlado por la dinastía Karamánida (que era un principado turcomano en Anatolia). Aunque la fecha exacta es incierta, según una inscripción de İbrahim II de Karaman en 1450, el castillo fue capturado durante el reinado de Mahmut (1300-1311). El castillo pasó a llamarse Mamure (próspero) después de las reparaciones de Mahmut. En 1469, el castillo fue anexado por el Imperio Otomano. Posteriormente fue reparado en los siglos XV, XVI y XVIII y una parte del castillo se utilizó como caravasar.

## Arquitectura
Los 23 500 metros cuadrados (28 105,8 yd²) del castillo están rodeados por un foso. Sus 39 torres y baluartes están conectados por amplias murallas. El castillo tiene tres patios principales; al oeste, al este y al sur. El patio occidental contiene un pequeño complejo de una sola mezquita de minarete y un baño turco en ruinas. El patio sur tiene los restos de un faro.

## Galería

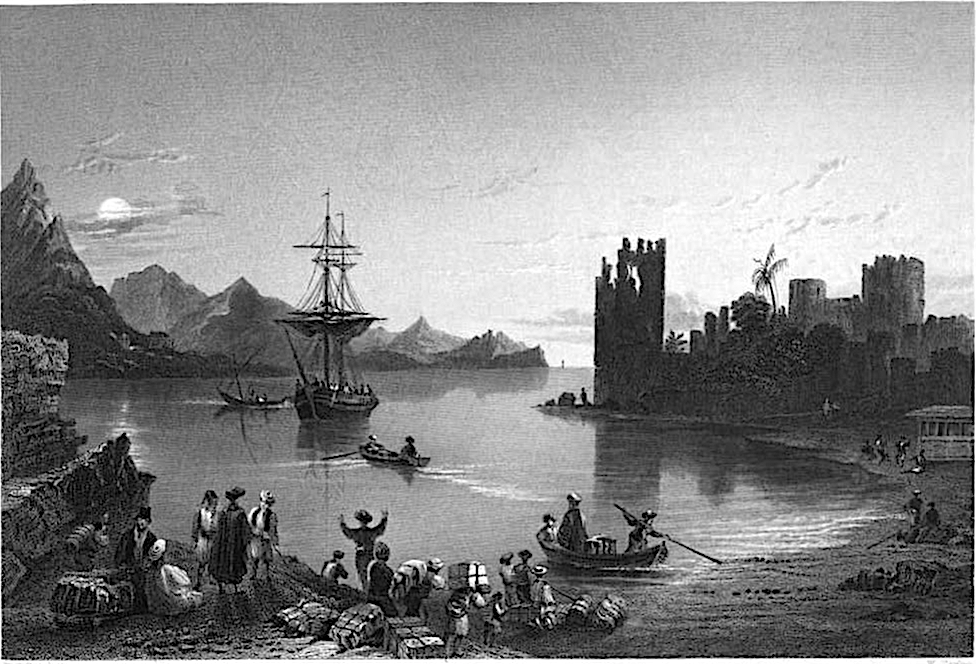
1838-38 Kalendria en la costa de Cilicia
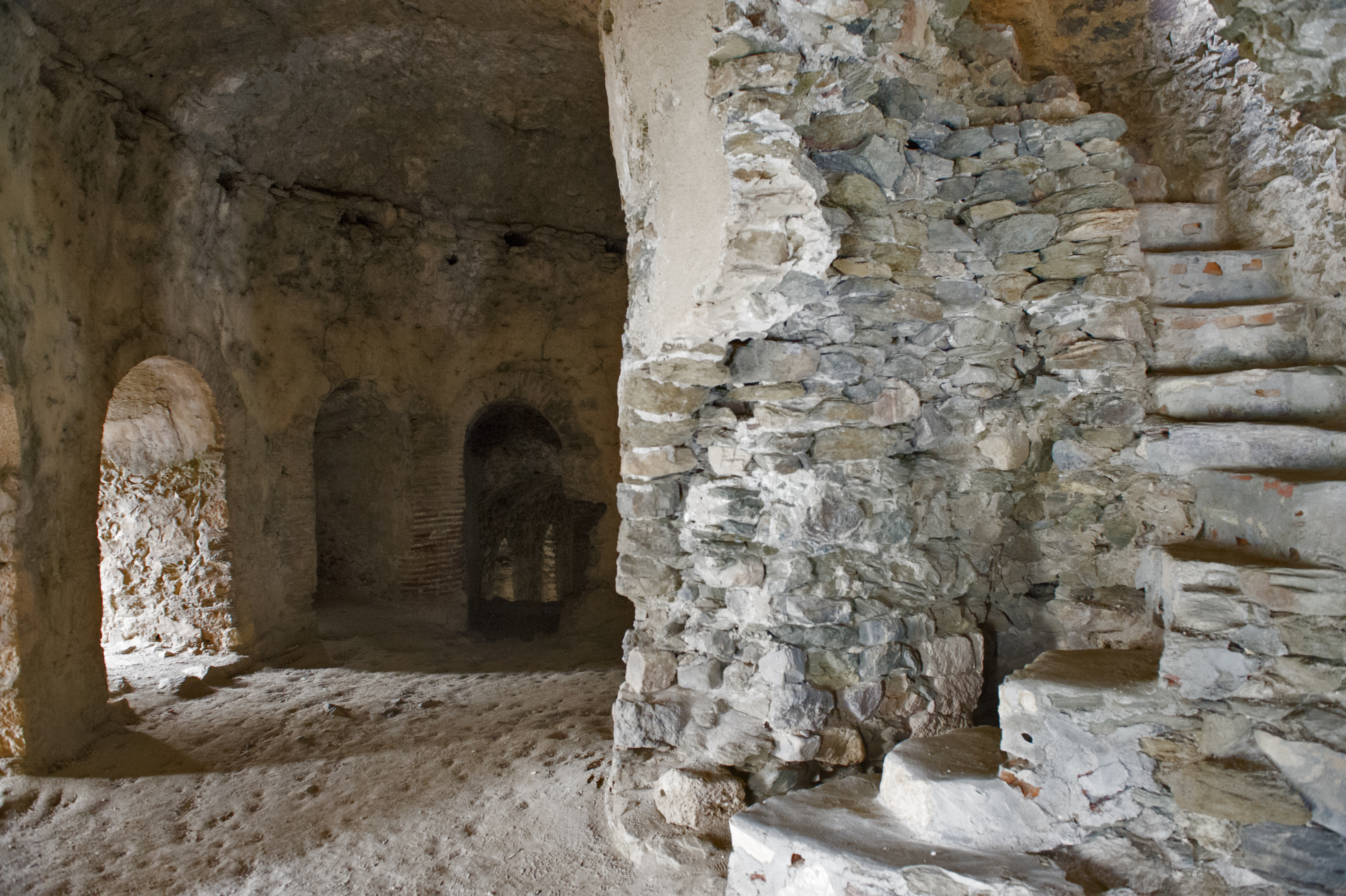
Vista de la torre principal del castillo de Anamur
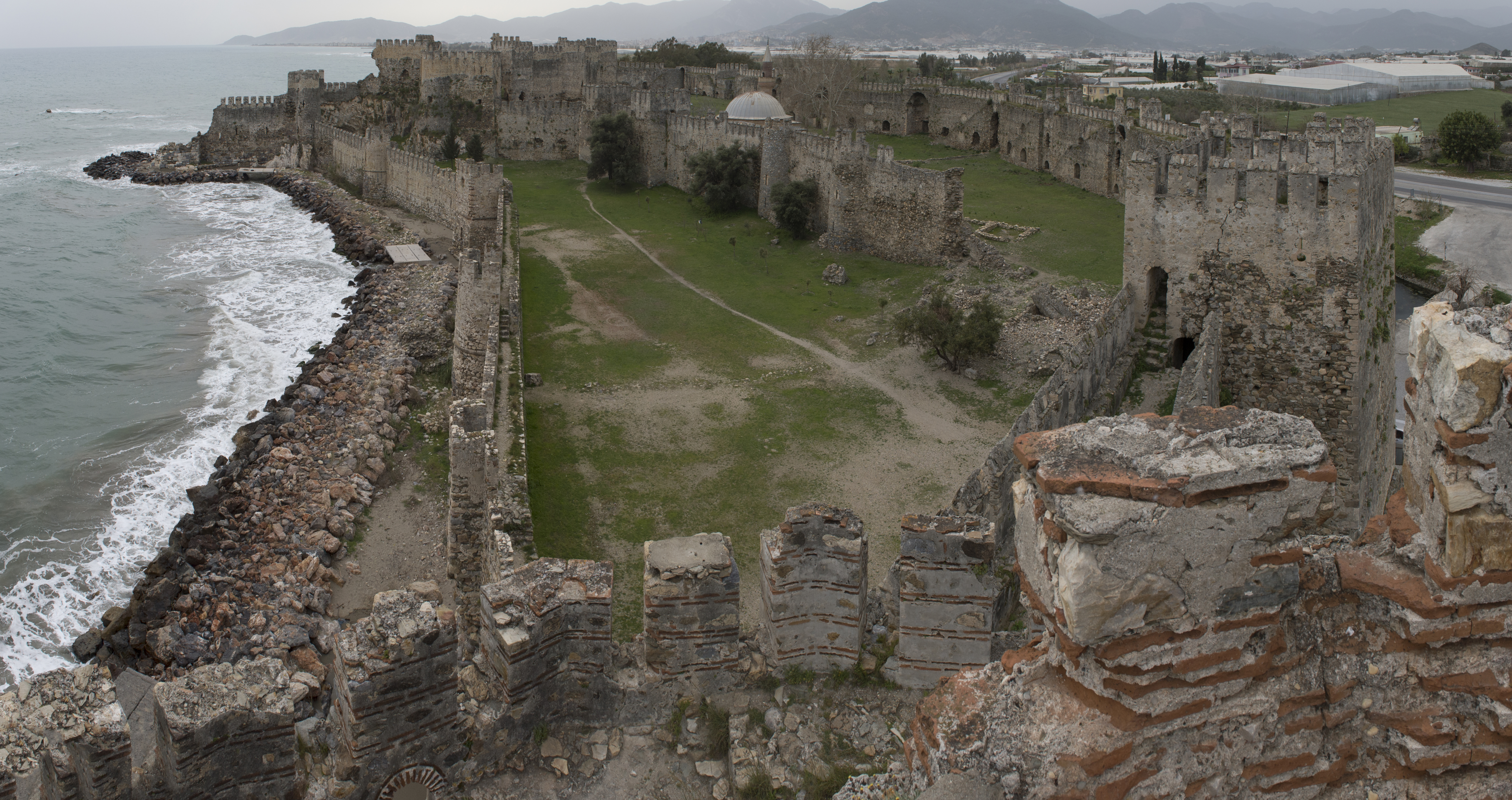
Vista de la torre principal del castillo de Anamur
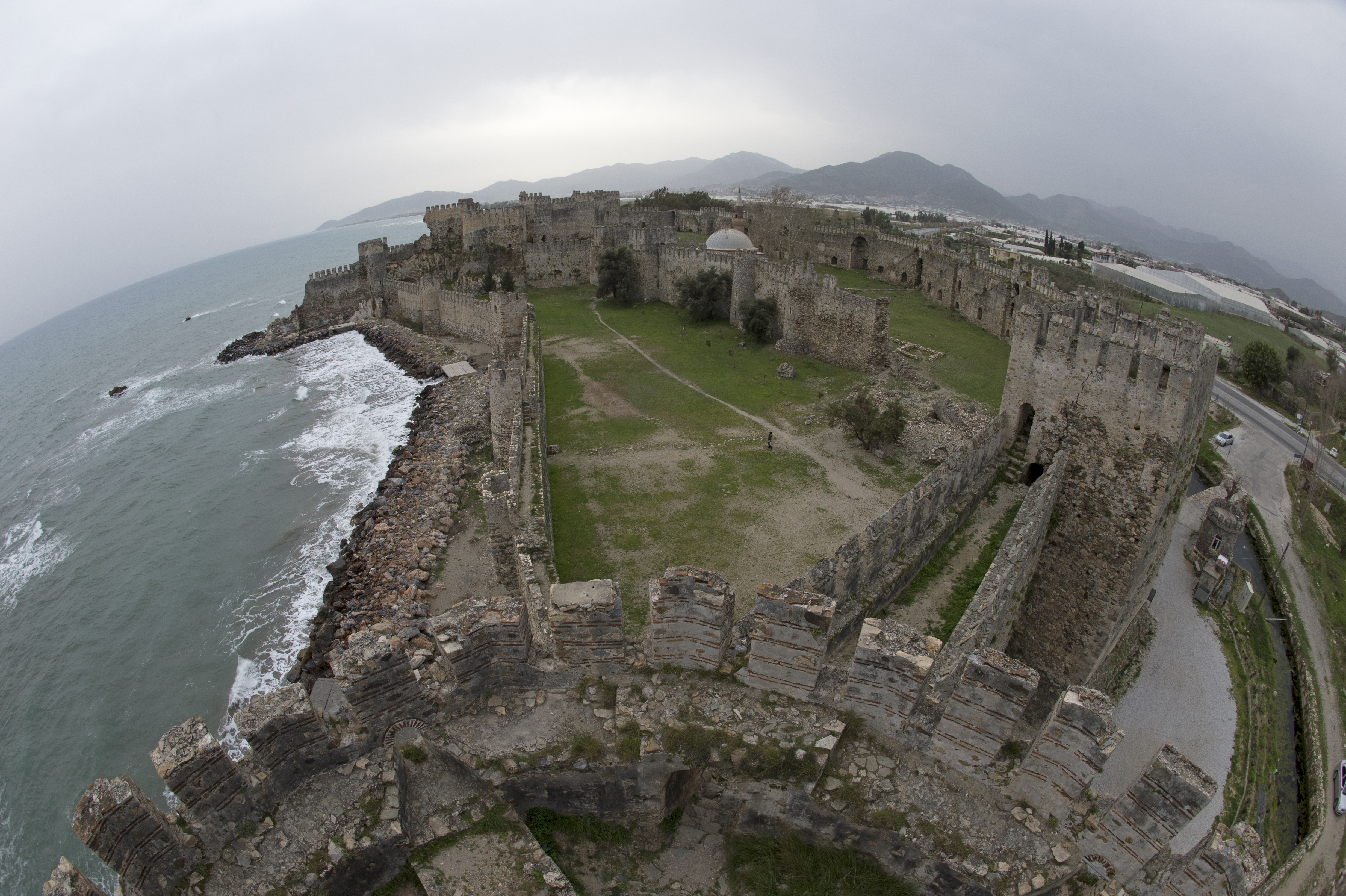
Vista de la torre principal del castillo de Anamur
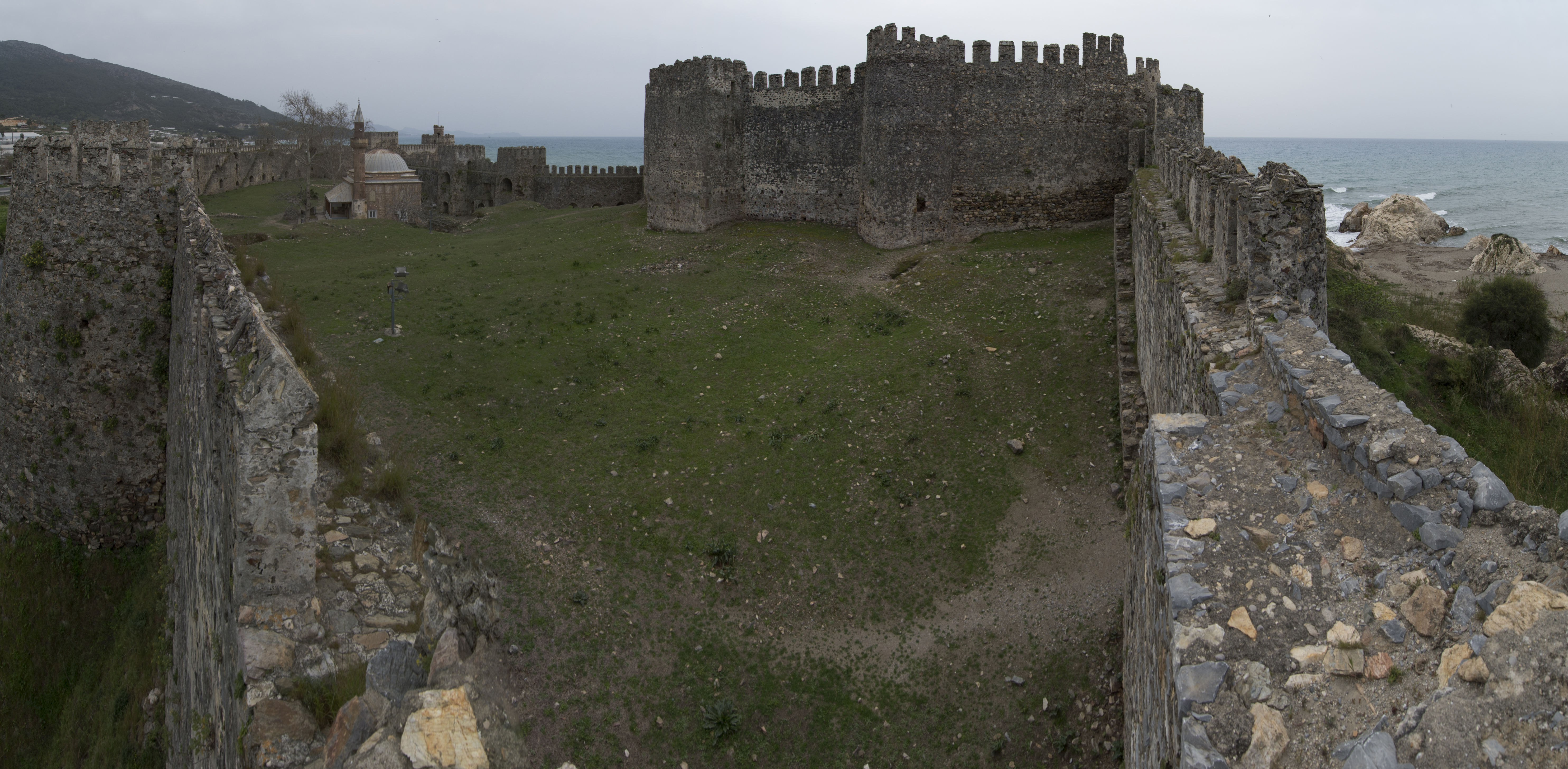
Castillo de Anamur Castillo exterior Panorama
Castillo de Anamur Lado norte
Castillo de Anamur Junto al mar
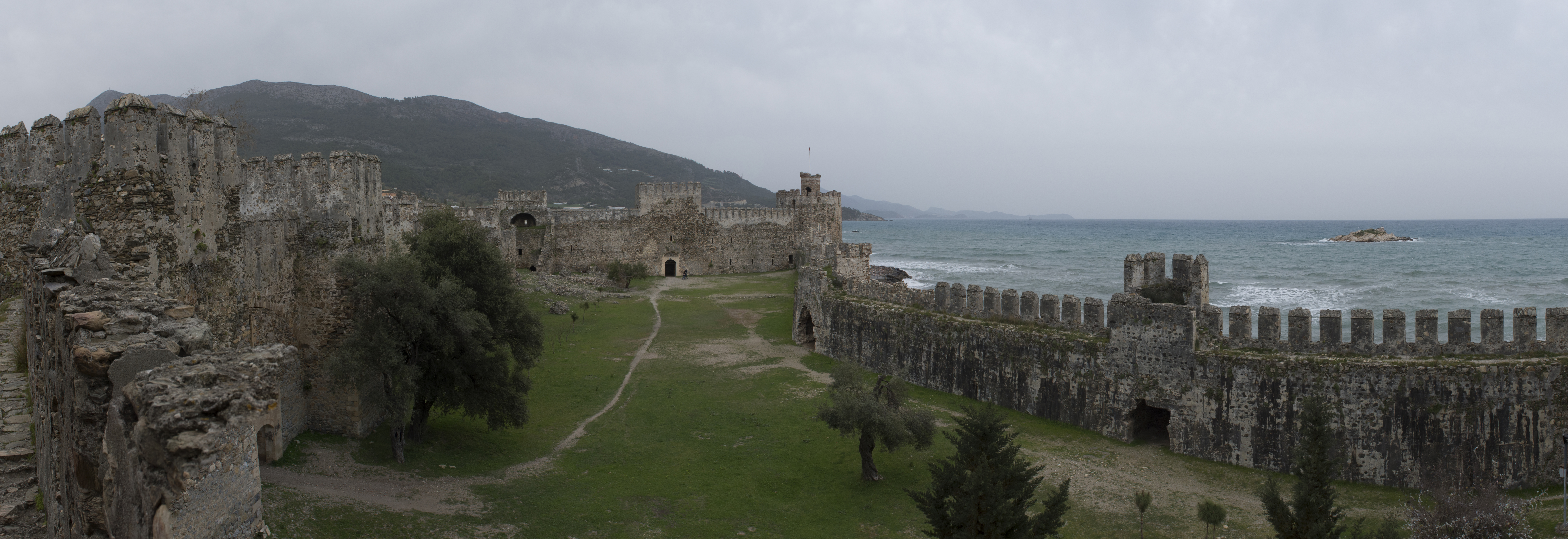
Castillo de Anamur Patio interior Panorama